# إلسا أينشتاين
إلسا أينشتاين (بالألمانية: Elsa Einstein) (18 يناير 1876 - 20 ديسمبر 1936) كانت الزوجة الثانية وابنة خالة الفيزيائي الشهير ألبرت أينشتاين ولدت في هشينغن في 18 يناير 1876.
كانت أمهاتهم إخوات، وأباؤهم أولاد عم. حصلت إلسا على لقب آينشتاين عند ولادتها، فقدته عندما أخذت اسم زوجها الأول ماكس لوينثال، لتستعيده في عام 1919 عند زواجها من ابن عمها آلبرت آينشتاين.

## السيرة الذاتية

### النشأة
إلسا، إبنه رودلف أينشتاين، ولدت في هشينغن في يناير 1876. لها أختان، بولا (1878 - 1955) وهيرمين (1872–1942). كان والدها رودلف يعمل في مصنع منسوجات في هشينغن. دائما ما كانت إلسا تلعب مع أينشتاين وهم صغار في ميونخ أثناء زيارتها المنتظمة للعائلة. كانت إلسا تدعو آينشتاين "ألبرتلي" بلهجتها السوابية.
إفترق الثنائي في عام 1894، عندما سافر آلبرت من ألمانيا إلى ميلانو ليلتحق بعائلتة.

### الحياة الزوجية

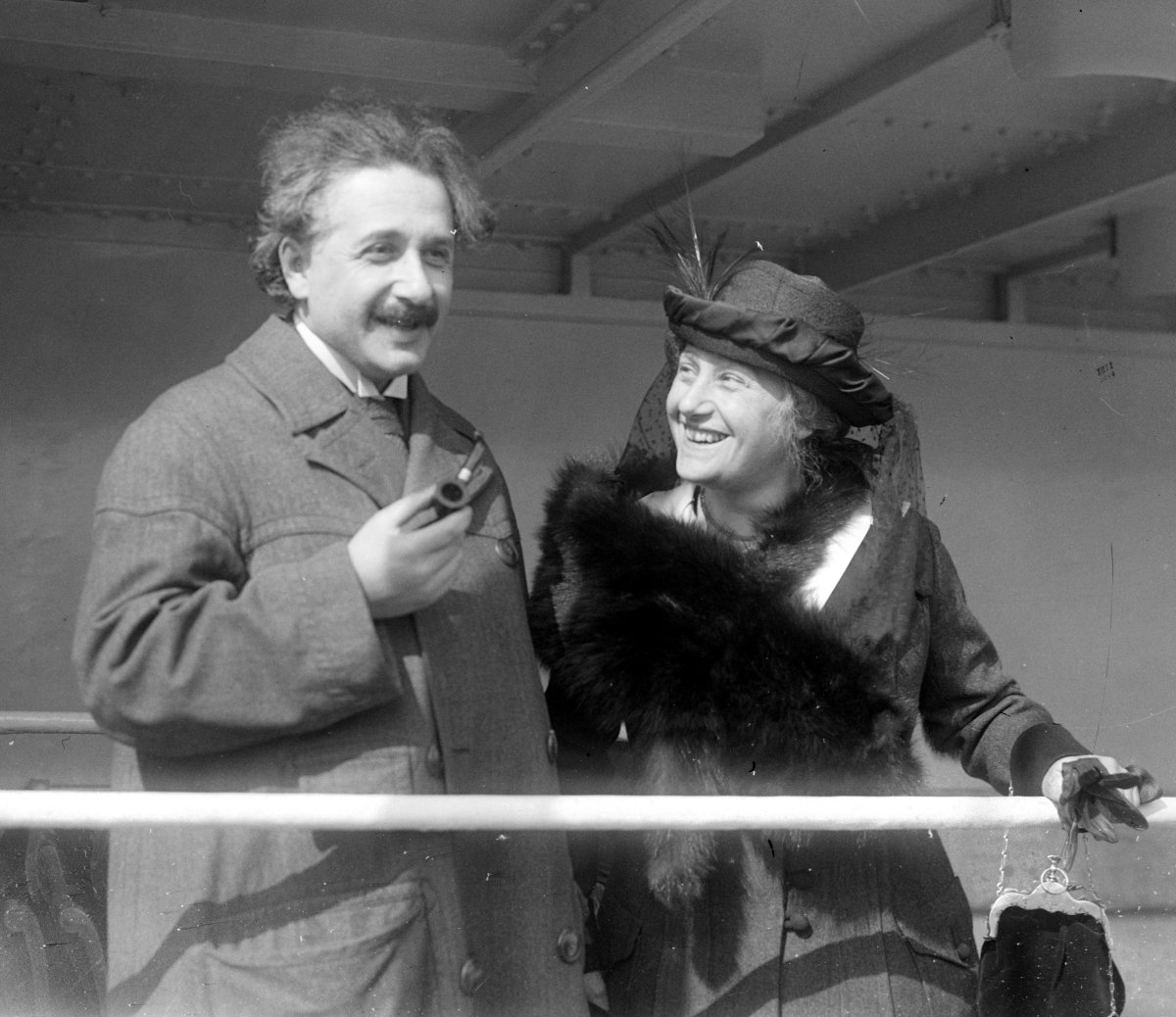
إلسا مع زوجها آينشتاين.

في عام 1896، تزوجت إلسا من تاجر الأقمشة ماكس لوينثال (1864–1914)،في برلين، أنجبت منه ثلاثة أطفال: بنتان الأولى إليس (1897–1934)، الثانية مارجوت (1899-1986)، وولد وحيد ولد عام 1903 ولكنه توفي بعد الولادة بوقت قصير. عاش الزوجان معا في هشينغن. في عام 1902، تولى ماكس لوينثال وظيفة في برلين، بينما بقيت عائلته في هشينغن.
في مايو عام 1908، تطلقت إلسا من زوجها وإنتقلت مع إبنتيها للعيش في شقة فوق والديها في برلين.
بدأت علاقتها مع ألبرت في إبريل 1912، كان ألبرت حينها ما يزال متزوجا من زوجتة الأولى، الفيزيائية، ميلفا ماريك. والتي إنفصل عنها في عام 1914 ليتطلق الثنائي نهائيا في 14 فبراير 1919. تزوج الثنائي بعدها بثلاثة شهور ونص تقريبا، أي في 2 يونيو 1919.
كانت أمهاتهم أخوات، مما يجعل إلسا وألبرت أولاد عم من الدرجة الأولى، بينما كان آباؤهم أولاد عمومة. 
وطد آلبرت علاقته مع بنات إلسا "إيلسي" و"مارغوت" حيث أنه لم يرزق بأي أطفال منها. فقام هو بتربية بناتها. عاش الثنائي في برلين طوال السنة إلا في الصيف فكانوا ينتقلوا للعيش في منزل في بوتسدام.
كانت إلسا خير عون لأينشتاين في حياتة الاجتماعية الضعيف فيها، كما عملت كحامية شخصية له تحمية من الزائرين غير المرغوب فيهم. كما يرجع لها الفضل في بناء منزلهم الصيفي في عام 1929.

## المرض والوفاة
في عام 1933، هاجر آلبرت وإلسا أينشتاين إلى برينستون، نيوجيرسي، الولايات المتحدة. في خريف 1935، إنتقلوا للعيش في منزل يقع في 112 شارع ميرسر، كانوا قد إشتروه في أغسطس من نفس العام. بعد فترة قصيرة، تورمت عين إلسا وتم تشخصيها بمشاكل في القلب والكلى. عندما علم إينشتاين بتشخيص إلسا قرر أن يقضي وقت أكثر في دراسته.
جاء في كتاب والتر إيزاكسون، "آينشتاين: حياته والكون"، أن آينشتاين حاول الهروب من مشاكلة بالتركيز على العمل ليصرفة عن موت إلسا. كتبت إلسا قبل وفاتها أن آينشتاين:
"سوف يتجول بعدها وكأنة روح ضائعة".
بعد وفاة إلسا، لم يرى آينشتاين إلا وهو حزين، مكسور الفؤاد. وقد قال صديقة بيتر بوكي أن آينشتاين أصبح دائم البكاء، وهو ما لم يراه فيه من قبل. توفيت إلسا بعد معاناة كبيرة مع المرض في 20 ديسمبر 1936، في منزلها في شارع ميرسر.

## وصلات خارجية
- نبذة عن إلسا آينشتاين
- عائلة آينشتاين
- وصول إلسا وآينشتاين إلى نيويورك بحرا
- صور نادرة لإلسا وآلبرت